# Zornia cantoniensis
Zornia cantoniensis är en ärtväxtart som beskrevs av Robert H Mohlenbrock. Zornia cantoniensis ingår i släktet Zornia och familjen ärtväxter. Inga underarter finns listade i Catalogue of Life.